# شوک فرهنگی

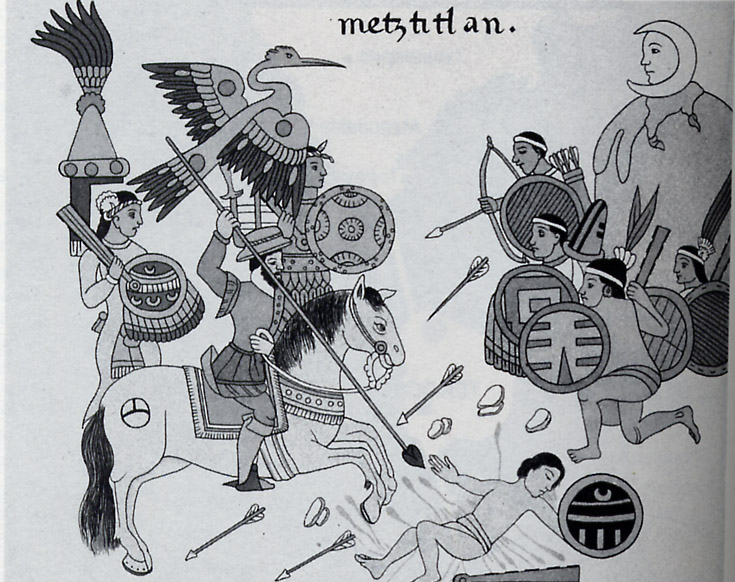
مواجهه با فاتحان با اسلحه و اسب ، آزتک ها را شوکه کرد ، بنابراین آنها اروپایی ها را با پیامبران از شرق اشتباه گرفتند.

طبق این مدل ، افراد در ابتدا (1) دوره ماه عسل و سپس (2) دوره گذار ، یعنی شوک فرهنگی را تجربه می کنند. اما بعداً ، مردم شروع به سازگاری می كنند (3) (خط نقطه نشان می دهد كه برخی افراد از فرهنگ جدید متنفر خواهند بود). و (4) به بعضی از افراد اشاره دارد که برای انطباق با فرهنگ باستانی به جای خود باز می گردند.

شوکِ فرهنگی تجربه‌ای است که ممکن است فرد هنگام نقل مکان به محیطی با فرهنگ متفاوت از محیط خود داشته باشد. شوک فرهنگی می‌تواند احساس سردرگمی‌ای باشد که فرد هنگام تجربه یک سبک زندگی جدید حس می‌کند که می‌تواند ناشی از مهاجرت به یک کشور دیگر، بازدید از یک کشور جدید، انتقال به یک محیطی اجتماعی متفاوت یا صرفا تغییر سبک زندگی شخصی باشد.

## عوامل
شوک فرهنگی می‌تواند درون کشور خود فرد و بر اثر تغییر جغرافیایی، محل تحصیل و شغل ایجاد شود؛ نظیر ملحق شدن به ارتش، ادامه تحصیل، نقل مکان در داخل کشور یا نقل مکان به ناحیه‌ای با افراد کاملاً متفاوت یا انتقال از ناحیه روستایی به شهرهای بزرگ. علایم واکنشی عبارتند از: اضطراب، افسردگی، انزوا، ترس و حس از دست دادن هویت همزمان با انطباق فرد. اگر فرد بخشی از خانواده یا گروهی باشد که این نقل مکان را انجام داده‌است و نقل مکان مثبت و برنامه‌ریزی شده باشد، استرس کمتری عارض می‌شود. علاوه بر این اگر فرد در اثناء ادغام در فرهنگ جدید، بتواند برخی آداب و رسوم فرهنگ قبلیش را حفظ کند، استرس به حداقل می‌رسد.

## مراحل
1. دوره ماه عسل
2. دوره ناامیدی
3. دوره سازگاری
4. دوره کنترل و تسلط (به انگلیسی: mastery)[۳]

## پیامدها
دوره سازگاری دارای سه پیامد اصلی زیر می‌باشد:
- بعضی قادر به سازگار کردن خود با فرهنگ جدید و پذیرفتن آن نیستند. این افراد خود را از محیط کشور میزبان ایزوله می‌کنند و آن را بر ضد خود احساس می‌کنند و بر این تفکرند که زندگی کردن در فرهنگ قبلی آنان تنها راه ممکنه است. این افراد هم چنین مشکلات خیلی بزرگی برای برگشتن به کشور خودی و زندگی در فرهنگ قبلی خود دارند.
-برخی کاملاً خود را با محیط کشور میزبان وفق می‌دهند و هویت قبلی خود را از دست می‌دهند. این افراد معمولاً برای همیشه در کشور میزبان می‌مانند.
-بعضی افراد قسمتی از فرهنگ کشور میزبان و فرهنگ قبلی خود را، که به نظر آنها خوب است، می‌پذیرند و با یک فرهنگ ساختهٔ خود، که مخلوطی از فرهنگ کشور میزبان و فرهنگ قبلی خود می‌باشد، زندگی می‌کنند. این افراد مشکلی با برگشتن به کشور خود و زندگی کردن در هر جای دیگر ندارند.

## شوک فرهنگی معکوس
شوک فرهنگی معکوس به فرایندی است که برای دانشجویان و دانش آموزانی که در یک کشور دیگر تحصیل می‌کنند و قصد بازگشت به کشور خود را دارند رخ می‌دهد. این فرایند ممکن است عجیب و غیرمنتظره به نظر برسد زیرا در صورت بروز فرد دچار افسردگی و ناراحتی فردی است که از کشوری که در آن تحصیل کرده و به کشور خودش بازمی‌گردد، رخ می‌دهد.